# Aermediterranea
Aermediterranea è stata una compagnia aerea italiana fondata nel 1981 come sussidiaria di Alitalia per sostituire Itavia nel panorama nazionale. La compagnia era di proprietà di Alitalia e Aero Trasporti Italiani (ATI), e fu successivamente incorporata in ATI nel 1985.

## Storia
Aermediterranea fu fondata il 20 marzo 1981, due mesi dopo la revoca della licenza dell'aerolinea privata Itavia. L'iniziativa seguiva una comunicazione dell'allora Ministro dei Trasporti Rino Formica (PSI) durante la seduta parlamentare del 16 gennaio 1981 a seguito di richieste di diversi deputati per la salvaguardia del patrimonio Itavia. Il nome, puramente indicativo nei primi febbrili giorni di programmazione, era Società Aerea Mediterranea-3, velocemente mutato in Airmediterranea prima di assumere quello definitivo all'atto della registrazione legale. Gli unici azionisti erano Alitalia (55%) e ATI (45%). Presidente fu nominato Alfredo Messina, proveniente dai vertici Alitalia, mentre nel consiglio di amministrazione siedevano tutti funzionari di Alitalia e ATI:

La rete dei collegamenti nel 1982.

Dopo aver assorbito tutto il personale di volo ex Itavia la nuova società entrò in attività il 1° luglio 1981 con i bireattori Douglas DC-9, di cui furono utilizzati otto esemplari. La rete riesumava in buona parte quella gestita da Itavia con aggiustamenti che furono apportati nel corso dei quattro anni seguenti. Nel corso del primo anno completo di operazioni furono trasportati 572.000 passeggeri.
ll 1º aprile 1985 la società, i velivoli e i dipendenti furono incorporati in ATI, la quale sarà successivamente assorbita dalla compagnia madre Alitalia nell'autunno 1994.

## Collegamenti
Oltre a voli charter da e per città europee (principalmente in Germania e Gran Bretagna), Aermediterranea serviva un buon numero di città italiane:
- Roma - Fiumicino
- Napoli
- Milano
- Torino
- Bergamo
- Trieste
- Verona
- Venezia
- Bologna
- Rimini
- Pisa
- Ancona
- Pescara
- Bari
- Lamezia Terme
- Brindisi
- Alghero
- Cagliari
- Palermo
- Trapani
- Catania
- Lampedusa

## Flotta
Aermediterranea utilizzò i seguenti velivoli Douglas DC-9:
| Codice di registrazione | Numero di costruzione | Nome               |
| ----------------------- | --------------------- | ------------------ |
| I-ATIH                  | 47553/642             | Lido degli Estensi |
| I-ATIQ                  | 47591/706             | Sila               |
| I-ATJB                  | 47653/760             | Riviera del Conero |
| I-DIBO                  | 47237/451             | Conca d'Oro        |
| I-DIKS                  | 47229/356             | Isola di Filicudi  |
| I-DIKT                  | 47230/395             | Isola di Ustica    |
| I-DIZF                  | 47519/615             | Dolomiti           |
| N516MD                  | 47128/210             | Isola di Ponza     |

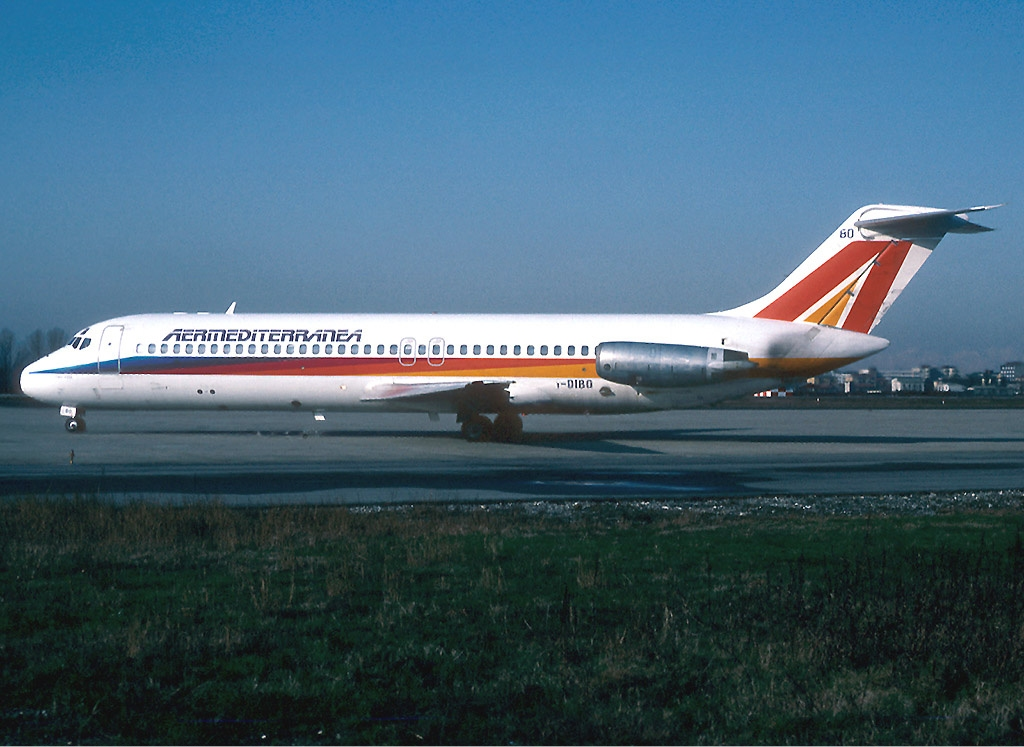
Uno dei Douglas DC-9 utilizzati da Aermediterranea.

La livrea di tali aeromobili aveva la stessa struttura grafica di quella di Alitalia ed ATI, ma con colori diversi e predominanza del rosso e dell'arancione.